# ناسیونالیسم‌ستیزی
ملی‌گرایی‌ستیزی، آنتی ناسیونالیسم و یا ناسیونالیسم‌ستیزی به احساسات مرتبط با مخالفت با ملی‌گرایی اشاره دارد، که معتقد است ملی‌گرایی نامطلوب یا خطرناک است. برخی آنتی-ناسیونالیست‌ها دگردوستان و انسان‌دوستان و انسان‌گراهایی هستند که شکل ایده‌آلی از جامعه جهانی را تعقیب کرده و خود را شهروند جهانی می‌دانند. برخی دیگر هم خواستار به هم پیوستن کشورهای پیرو یک مذهب خاص هستند. آنان شوونیسم، جینگوییسم و نظامی‌گری را رد کرده و خواهان زیستن انسان‌ها در صلح اند تا در نزاع دایمی. آنان لزوماً با مفهوم کشورها، دولت‌های ملی، مرزهای ملی، نگاهداری فرهنگی یا سیاست هویت مخالف نیستند.

## آنتی-ناسیونالیست‌های سرشناس
- هانا آرنت[۳]
- کارل چاپک[۴]
- جرج کارلین[۵]
- یوجین دبس
- آلبرت اینشتین[۶]
- فریدریش انگلس
- ادوارد مورگان فورستر[۷]
- دیوید گاسکوین[۸]
- اما گلدمن[۹]
- بیل هیکس[۱۰]
- اقبال لاهوری[۱۱]
- سید روح‌الله خمینی[نیازمند منبع]
- سورن کی‌یرکگور
- جان لنون
- ولادیمیر لنین[۱۲]
- رزا لوکزامبورگ[۱۳]
- کارل مارکس[۱۴]
- لوئیس مامفورد[۱۵]
- مادالین ماری اهر[۱۶]
- سید قطب
- کارل سیگن[۱۷]
- آرتور شوپنهاور
- داگ استنهوپ[۱۸]
- رابیندرانات تاگور[۱۹]
- لئو تولستوی[۲۰]
- تورستن وبلن[۲۱]
- اچ. جی. ولز[۲۲][۲۳]
- ویرجینیا وولف[۲۴]